# Varangéville
 Varangéville  es una población y comuna francesa, en la región de Lorena, departamento de Meurthe y Mosela, en el distrito de Nancy y cantón de Tomblaine.

## Demografía
| 4382 | 4385 | 4301 | 4126 | 4001 | 4241 |
| Para los censos de 1962 a 1999 la población legal corresponde a la población sin duplicidades (Fuente: INSEE [Consultar]) |      |      |      |      |      |

## Vivienda Social
En 1963, se construyeron numerosos proyectos de viviendas sociales para alojar a los repatriados de Argelia, tras la independencia de muchas antiguas posesiones francesas en todo el mundo..